# Пули Хумри
Пули Хумри е град в провинция Баглан, Северен Афганистан. Населението му е 58 300 жители (прибл. оценка 2007 г.). Разположен е на 635 м н.в. в часова зона UTC+4:30. Езикът, който преобладава е дари, а преобладаващите жители са таджики. Намира се на пресечката на главни магистрали. Разполага с водноелектрическа централа и циментен завод.